# Todos quieren con Marilyn
Todos quieren con Marilyn es una telenovela colombiana producida por  RCN Televisión.
Esta protagonizada por los actores venezolanos  Scarlet Ortiz y Jorge Reyes, con la participación antagónica de Cristina Umaña, Diego Trujillo, Marcela Mar y Alejandro López. Con la actuación estelar de la primera actriz Helena Mallarino. 
La telenovela ha sido emitida en toda América Latina así como en Estados Unidos y en ciertos países de Europa.

## Argumento
La historia presenta a Marilyn (Scarlet Ortiz), una prostituta que fue OBLIGADA a entrar en ese mundo por su madre Raquel (Astrid Junguito) quien la explotó desde su tierna infancia. Eventualmente Raquel hace un pacto con el dueño de un burdel artístico llamado "Las Divas", don Benito contrata a Marilyn y la agrega a su grupo de prostitutas las cuales tienen el nombre de divas del cine del siglo XX, junto con Greta (Helena Mallarino), Ingrid (Sandra Hernández), Onix (Indhira Serrano) y su rival Bridgitte (Marcela Mar). Raquel cae en prisión por robo lo cual en lugar de liberar a Marilyn de su vida como prostituta, la aprisiona aún más por las frecuentes exigencias de dinero de su madre.
Por otro lado, Juan Ignacio Camacho (Jorge Reyes), hijo del corrupto abogado Gabriel Camacho (Diego Trujillo) está a punto de casarse con la novia de toda su vida Lorenza Pachón (Cristina Umaña) hija única de una familia ultra-conservadora. El día previo al matrimonio, los mejores amigos de Juan Ignacio, Kiko (Alejandro López) y Moncho (Gustavo Ángel) planean una despedida de soltero con una prostituta incluida. La chica destinada a la fiesta no puede asistir así que el encargado le pide a Benito que envíe a una de sus chicas, siendo Marilyn la elegida. Marilyn asiste a la fiesta solo para ser objeto de la crueldad de Kiko quien no pierde oportunidad para humillarla. Sin embargo, Juan Ignacio no tolera que ella sea maltratada y la defiende. Aunque Juan Ignacio y Marilyn no tienen relaciones, ambos conversan y Juan Ignacio se da cuenta de que la prostitución es ejercida ante la falta de oportunidades.
A partir del momento en que conoce a Juan Ignacio, Marilyn decide no trabajar más como prostituta y empezar una nueva clase de vida, pero la presión de su madre, de don Benito y de sus mismas compañeras hacen esto mucho más difícil. Lorenza al saber de la despedida de soltero intenta romper el compromiso, a lo que Juan Ignacio está de acuerdo ya que Lorenza cree que él sostuvo relaciones con una prostituta pero Juan Ignacio al negarlo y al tener testigos de ello siente traicionada su confianza por parte de su prometida. El matrimonio de Lorenza y Juan Ignacio es aplazado, lo cual permite que la relación entre Marilyn y Juan Ignacio se consolide. Sin embargo, el pasado de ella y la situación familiar de él hace que siempre que se acerquen se terminen alejando. 
Lorenza ha sido criada para el matrimonio, aunque asiste a una universidad, estudia Derecho y tiene todas las facilidades para trabajar. Las mejores amigas de Lorenza son Catalina (Sara Corrales) y Nani (María Angélica Duque), hija de un magnate hotelero. Catalina es una muchacha de provincia que está en la misma universidad con Lorenza. El dinero que recibe de su padre no le es suficiente para seguir el tren de vida que tienen sus amigas y decide empezar a prostituirse con hombres de alto perfil gracias al diseñador Franceso Rosi y con ayuda de su compañera Lina quien también se dedica a eso. Moncho está enamorado de Nani, sin embargo Kiko está interesado en ella para consolidar sus contactos y sus relaciones de negocios amando de verdad a Catalina. Nani también sospecha de las actividades secretas de Catalina.
Lorenza y Juan Ignacio se casan lo cual no deja ninguna posibilidad entre él y Marilyn. Pero sin proponérselo, el destino los une ya que Marilyn compró una casa de interés social pero la construcción de esta y otras más queda paralizada, Juan Ignacio se convierte en abogado de los afectados. Marilyn intenta buscar un trabajo decente pero su pasado de prostituta la hace fracasar. Al reconocer sus verdaderos sentimientos hacia Marilyn, gracias a Moncho, Juan Ignacio reconoce no haber podido tomar las riendas de su vida y decide terminar su matrimonio con Lorenza y luchar por Marilyn. Enrique, papá de Lorenza y por ende suegro de Juan Ignacio, decide dar por terminado el matrimonio (desde un principio no le vio futuro), a lo que se opone su consuegro Gabriel que desea que ese matrimonio perdure para que mediante la unión de Juan Ignacio y Lorenza los negocios de ambas familias se fusionen. En fin, se trata de un matrimonio de conveniencia. Gabriel y Kiko deciden desplazar a Enrique para así tener control total sobre el bufete. 
Juan Ignacio decide sacar a Marilyn del burdel y la lleva a trabajar a su oficina con el nombre de Magdalena, una trabajadora social para cargo de secretaria. Marilyn conoce a Piedad (Ana María Kamper) la madre de Lorenza y mediante sus consejos, la contrata como su asistente para llevar a cabo una fundación para ayudar a las prostitutas, penitencia impuesta por el confesor de Piedad. Marilyn logra arreglar el matrimonio de Piedad y Enrique. Piedad se da cuenta de que la forma en como ha criado a Lorenza la ha convertido en una mujer negativa y cruel. Lorenza en un momento hace creer a todos que está embarazada; comprando un bebé y falsificando todo el embarazo pero su amiga Nani, al saber en el último momento de las malas acciones y sabiendo que Marilyn arregló el decadente matrimonio de sus padres, la hace descubrir en medio de su fiesta de graduación. Cuando Lorenza se da cuenta lo que ha sucedido con su madre y su esposo, trata de localizar a Marilyn para hacerla pagar pero en lugar de eso llegan a comprenderse mutuamente tras terminar en la cárcel y Lorenza decide separarse de Juan Ignacio. La relación de Juan Ignacio y Marilyn se consolida pero esto desagrada a su madre Clemencia, menos aun cuando Gabriel se entera de esta relación, incluso planificando asesinar a Marilyn por arruinar sus intereses. Gabriel inicia una relación con Brigitte, para satisfacer sus necesidades masculinas y tener la oportunidad de destruir a Marilyn. Sin embargo los sentimientos de Gabriel por Brigitte también lo traicionan, pero eso no lo distrae de su principal objetivo: destruir a Marilyn
Lorenza sin proponérselo conoce luego a Rafael (Rafael Novoa), quien trabaja para la ONU en el programa en contra de la trata de personas y ambos inician una relación romántica que hace que Lorenza olvide definitivamente a Juan Ignacio. Catalina para ese entonces ya se ha casado con Kiko, quien la sorprende en sus actividades como prostituta, Catalina cae en un red de trata de blancas que la lleva a Japón, donde es una prisionera y es drogada para soportar la enorme carga de trabajo. Rafael logra intervenir las comunicaciones y la red de trata de blancas es destruida, con lo que Catalina logra regresar a Colombia, tras lo cual Lorenza conoce toda la verdad.
Luego de la separación de Lorenza, Juan Ignacio y Marilyn recomienzan su relación, siendo el primer hombre con el que ella logra un orgasmo, sin embargo Gabriel amenaza con asesinarla si no se aleja de Juan Ignacio, pero Marilyn y Juan Ignacio consolidan aún más su relación, pero esto trae problemas a Juan Ignacio al momento de buscar trabajo, y Marilyn al enterarse se separa de Juan Ignacio mintiéndole diciéndole que Gabriel fue alguna vez cliente suyo, sin embargo Brigitte traiciona a Gabriel y le dice toda la verdad, Marilyn sufre un atentado pero sobrevive aunque su mamá y su amiga Nicole mueren. Gabriel es enviado a prisión, despedido del bufete y su prestigio de abogado destruido. Greta y Benito empiezan un negocio de Panadería con todas las muchachas en el cual Marilyn también está involucrada, junto a Rafael, en cabeza de una fundación para acoger a mujeres que abandonan la prostitución. Finalmente Marilyn y Juan Ignacio tienen su final feliz.

## Elenco

### Personajes Principales
| Actor/Actriz    | Personaje                         | Rol          |
| --------------- | --------------------------------- | ------------ |
| Scarlet Ortiz   | Marilyn Moreira Gómez "Magdalena" | Protagonista |
| Jorge Reyes     | Juan Ignacio Camacho "Periquito"  | Protagonista |
| Cristina Umaña  | Lorenza Pachón                    | Antagonista  |
| Diego Trujillo  | Gabriel Camacho                   | Villano      |
| Alejandro López | Federico "Kiko" Arbeláez          | Antagonista  |
| Marcela Mar     | Myriam Johana "Brigitte" González | Villana      |

### Personajes Secundarios
| Actor/Actriz           | Personaje                     |
| ---------------------- | ----------------------------- |
| Helena Mallarino       | Dora Stella "Greta" Orjuela   |
| Sandra Hernández       | Gladys "Ingrid" Guatoque      |
| César Mora             | Benito                        |
| Gerardo Calero         | Enrique Pachón                |
| Ana María Kamper       | Piedad de Pachón              |
| Patricia Polanco       | Clemencia de Camacho          |
| Andrés Suárez          | Carlos Mario "Chucky" García  |
| Gustavo Ángel          | Simón "Moncho" Pineda         |
| Sara Corrales          | Catalina "Cata" Osorio        |
| Juan Sebastián Caicedo | Carlos Alberto "Beto" Camacho |
| Indhira Serrano        | Onix                          |

### Personajes Especiales
| Actor/Actriz          | Personaje                                 |
| --------------------- | ----------------------------------------- |
| María Angélica Duque  | María Fernanda "Nani" Franco              |
| Marcela Posada        | Yolanda                                   |
| Juan Miguel Marín     | Segundo Alberto 'Tyson' Piracue Corchuelo |
| Nicolás Reyes         | Tobías Romulo Salcedo                     |
| Diana Ángel           | Ana Cecilia "Nicole" Ríos                 |
| Alberto Valdiri       | Agustín Franco                            |
| Maribel Abello        | Maria Elvira de Franco                    |
| Silvio Ángel          | Don Pacho                                 |
| Astrid Junguito       | Raquel Moreira                            |
| María Adelaida Puerta | Lina                                      |
| Gustavo Angarita Jr.  | Dr. Gustavo Tequendama                    |

### Personajes Ocurrentes
| Actor/Actriz            | Personaje                        |
| ----------------------- | -------------------------------- |
| Pepe Sánchez †          | Padre Pepe                       |
| Antonio Sanint          | Franchesco Rossi                 |
| Ana Milena Amortegui    | Jennifer                         |
| Ernesto Benjumea        | David Londoño                    |
| Juan Carlos Serrano     | Lucho                            |
| Estefanía Godoy         | Paula                            |
| María Fernanda Martínez | Lucila Orjuela                   |
| Carolina Trujillo       | Rosita                           |
| Rafael Novoa            | Rafael Ruiz Restrepo             |
| Jennifer Steffens       | Tutti                            |
| John Ceballos           | Joaquín "Joaco"                  |
| Johana Blandón          | Marilyn Moreira (Joven)          |
| Karen Escobar           | Lady Estefany                    |
| Juan Alejandro Gaviria  | Nixon Orjuela                    |
| Álvaro García           | Alfredo Osorio, papá de Catalina |
| Ana María Arango        | Jueza                            |
| Edna Márquez            | Amanda                           |
| Toto Vega               | Detective Fredy Polanía          |
| Marbelle                | Ella Misma                       |
| Juliana Roldán          | Diana Orjuela                    |
| Andrés Estrada Vargas   | Periodista                       |

## Premios y nominaciones

### Premios India Catalina
| Año  | Categoría                             | Nominado(a)       | Resultado |
| ---- | ------------------------------------- | ----------------- | --------- |
| 2005 | Mejor telenovela                      | Mejor telenovela  | Nominada  |
| 2005 | Mejor actriz de reparto de telenovela | Marcela Mar       | Ganadora  |
| 2005 | Mejor actriz de reparto de telenovela | Cristina Umaña    | Nominada  |
| 2005 | Mejor revelación artística            | Sara Corrales     | Ganadora  |
| 2005 | Mejor director telenovela             | Pepe Sánchez      | Nominado  |
| 2005 | Mejor libreto original de telenovela  | Juan Carlos Pérez | Ganador   |

### Premios TVyNovelas
| Año  | Categoría                              | Nominado(a)            | Resultado |
| ---- | -------------------------------------- | ---------------------- | --------- |
| 2005 | Mejor telenovela                       | Mejor telenovela       | Nominada  |
| 2005 | Mejor actriz protagónica de telenovela | Scarlet Ortiz          | Nominada  |
| 2005 | Mejor actriz antagónica de telenovela  | Cristina Umaña         | Ganadora  |
| 2005 | Mejor actor de reparto de telenovela   | Diego Trujillo         | Nominado  |
| 2005 | Mejor actriz de reparto de telenovela  | Marcela Mar            | Ganadora  |
| 2005 | Mejor actriz de reparto de telenovela  | Marcela Posada         | Nominada  |
| 2005 | Mejor actor revelación del año         | Juan Sebastián Caicedo | Nominado  |
| 2005 | Mejor actriz revelación del año        | Sandra Hernández       | Ganadora  |
| 2005 | Mejor actriz revelación del año        | Sara Corrales          | Nominada  |

## Emisión en otros países
RCTV Lunes a sábado a las 23:00h (2005)